# Onosma frutescens
Onosma frutescens är en strävbladig växtart som beskrevs av Jean-Baptiste de Lamarck. Onosma frutescens ingår i släktet Onosma och familjen strävbladiga växter. Inga underarter finns listade i Catalogue of Life.

## Bildgalleri

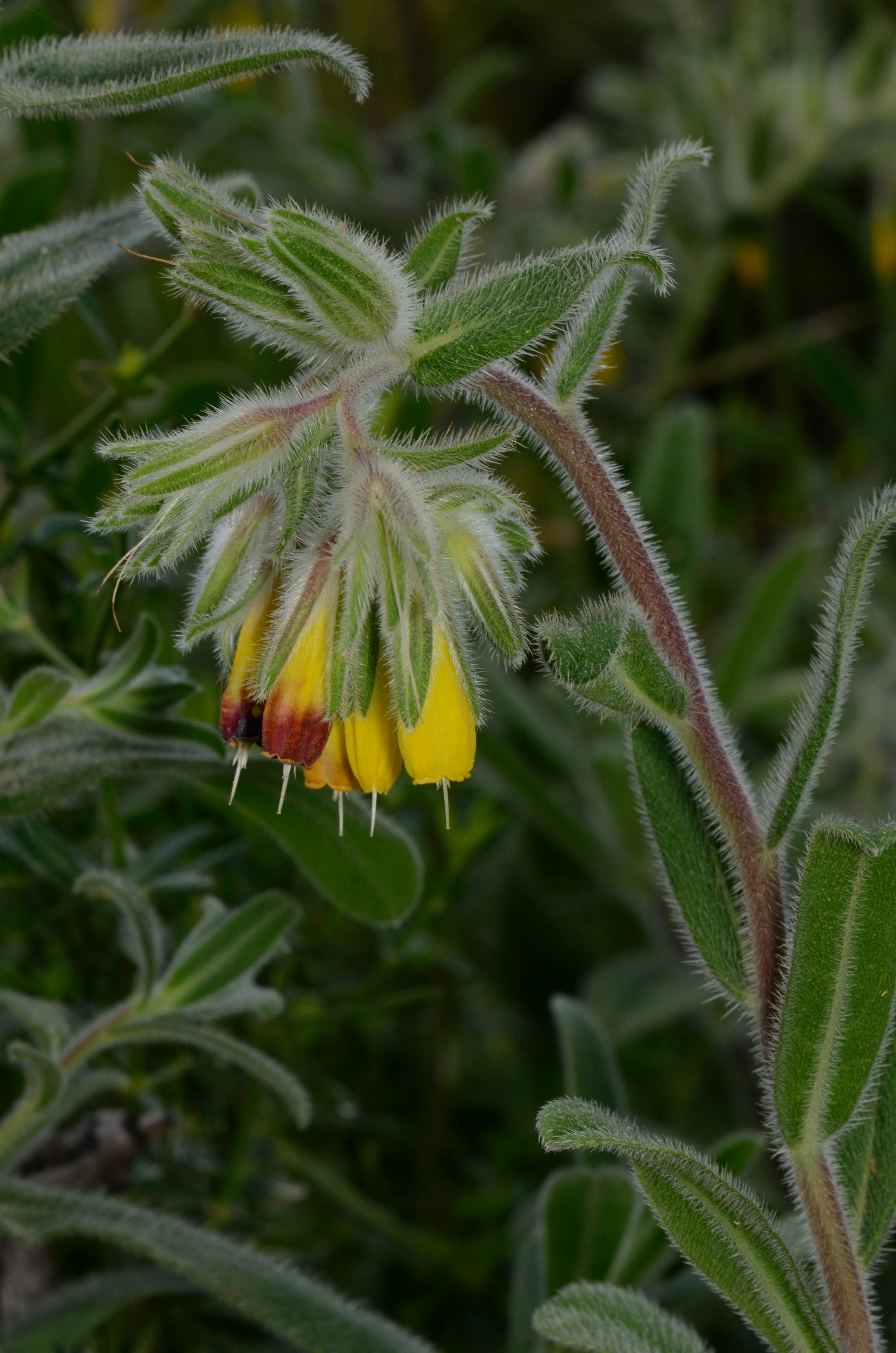
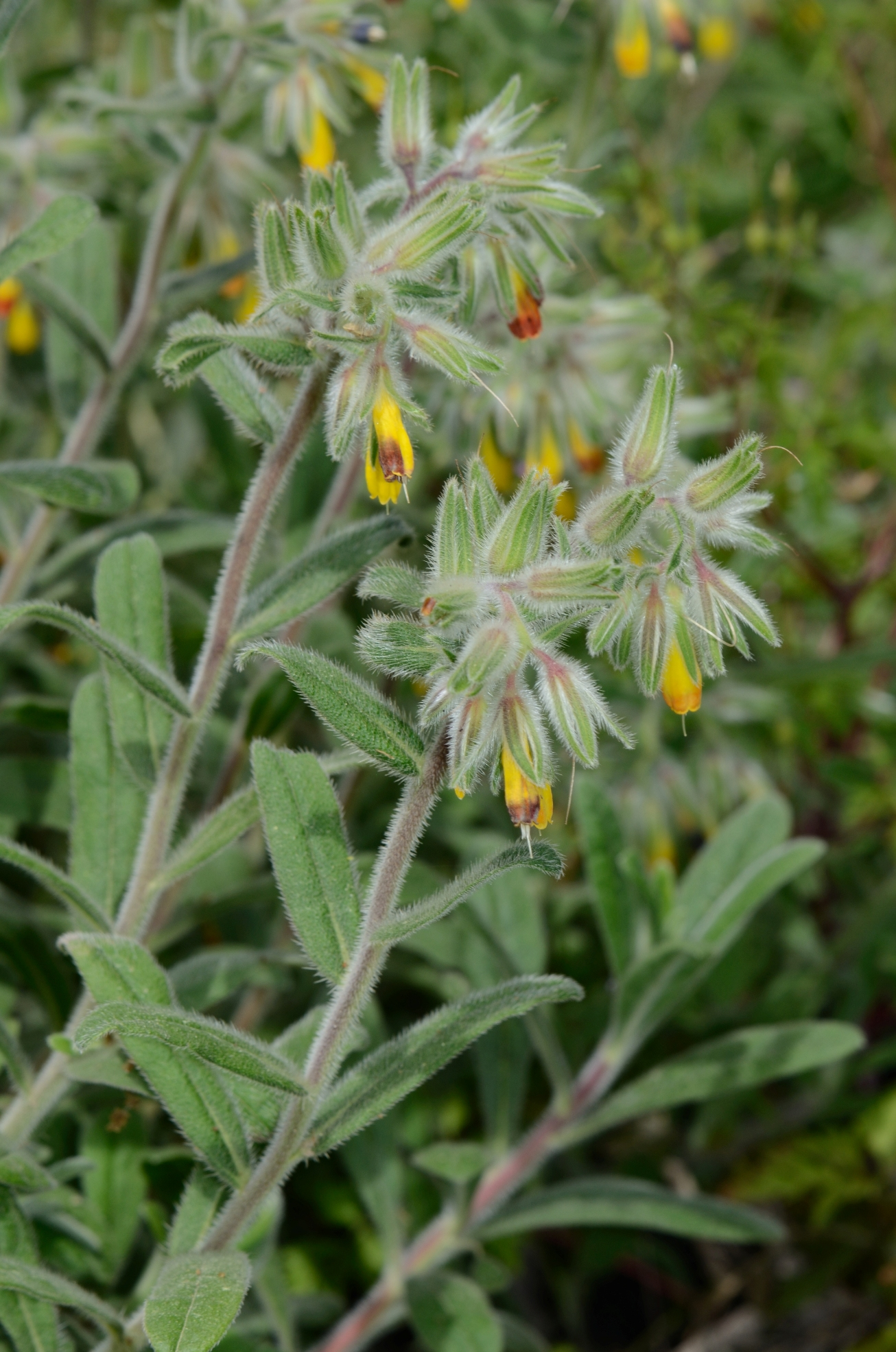